# 2tonnes

Logo de 2tonnes

2tonnes est un atelier pédagogique et collaboratif de sensibilisation à l'action pour lutter contre le changement climatique. Il propose aux participants de co-construire une trajectoire de décarbonation de la France en réalisant alternativement des actions individuelles et collectives. L'atelier dans sa dernière version appelée « donut » donne un éclairage plus large en discutant des enjeux environnementaux et sociaux dans le cadre de la théorie du donut de Kate Raworth,.

## Principe et déroulé de l'atelier
L'objectif de l'atelier est d'atteindre 2 tonnes de CO2éq par personne à l'échelle de la France en 2050, d'où son nom. Il s'agit d'une conséquence de l'objectif de l'accord de Paris sur le climat de limiter le réchauffement climatique à +1,5 °C en 2100,. Pour ce faire, les participants co-construisent une trajectoire de décarbonation de la France entre l'année courante et 2050 en réalisant alternativement des actions individuelles et collectives,,. Avant l'atelier, les participants ont eu la possibilité de calculer leur empreinte carbone et lors des tours individuels, ils choisissent des actions qu'ils veulent mettre en place pour réduire leur propre empreinte carbone,. Lors des tours collectifs, ils prennent la place des décideurs politiques et choisissent des actions qui seront appliquées à l'ensemble des Français pour réduire l'empreinte carbone nationale,.

## Historique
Le jeu est imaginé par François Laugier à l'automne 2019. Il est très vite rejoint par Pierre-Alix Lloret-Bavai avec qui il co-fonde l'entreprise de l'économie sociale et solidaire 2tonnes compagnie en novembre 2020 pour diffuser l'atelier,,,. L'atelier vise tout type de public : les citoyens, l'enseignement supérieur, les politiques mais aussi les entreprises.
En septembre 2022, 2tonnes réalise un partenariat avec la SNCF pour proposer des versions courtes de l'atelier dans plusieurs lignes TGV, afin que les passagers puissent échanger sur le sujet de la décarbonation lors de leur trajet en train. L'opération est reconduite en 2023.
2tonnes, ainsi que la fresque du climat, font partie des ateliers tests auprès des directeurs d'administration centrale, en vue de la formation des cadres de la fonction publique française (fonction publique d'État, fonction publique territoriale et fonction publique hospitalière) décidée par Élisabeth Borne en 2022,,. Le volet sensibilisation de la formation des 25 000 cadres de la fonction publique, et à terme les 2,5 millions de fonctionnaires d'État, est finalement assurée par un groupement composé de La Fresque de la Biodiversité, Nicomak et OpenLande sur les constats d'une part et par l'association Nos vies bas carbone sur la partie leviers d'action d'autre part,,.
Le 7 décembre 2023, 2tonnes participe à une journée spéciale sur France Inter autour du sujet de la décarbonation,,,. Une version de l'atelier est adaptée pour l'occasion et est diffusée en public lors de l'émission du Sept/Neuf à laquelle participent Grand corps malade, Zabou Breitman, Charline Vanhoenacker et Daniel Morin. En fin de journée, Le téléphone sonne propose aux auditeurs de témoigner et discuter autour des actions de décarbonation avec François Laugier.
En janvier 2025, le projet 2tonnes partage de nouvelles vision et raison d’être, ainsi qu'un éventail de nouveaux ateliers et de nouvelles offres. Des changements  présentés dans une campagne : 2tonnes… mais pas que ! L'objectif est d'intégrer les notions de polycrise et de robustesse - thèse introduite par le chercheur Olivier Hamant - dans l'approche, la méthode et les solutions que proposent 2tonnes.